# Agasikrates
Agasikrates – grecki architekt działający w Delfach w pierwszej połowie III w. p.n.e., syn architekta Agatona, oficjalny architekt Świątyni Apollina – funkcję objął po ojcu, który odbudował świątynię .